# 市原湖畔美術館
市原湖畔美術館（いちはらこはんびじゅつかん）は、千葉県の美術館。
1995年（平成7年）11月1日に前身の「市原市水と彫刻の丘」として開館。2013年（平成25年）8月3日にリノベーションし、北川フラムが会長を務める企業が指定管理者となったうえで、新装開館した。その名の通り高滝湖の湖畔に建てられている。3年に1回開催される芸術祭「いちはらアート×ミックス」の中心的な施設である。

## 利用案内
- 開館時間 : 平日10:00-17:00。土・祝前日の休日9:30-19:00。日・祝 9:30- 18:00。
- 休館日 : 月曜日（祝日の場合は翌平日）、年末年始
- 料金 : 一般200円、大高生・65歳以上100円、中学生以下・障がい者手帳保持者無料。

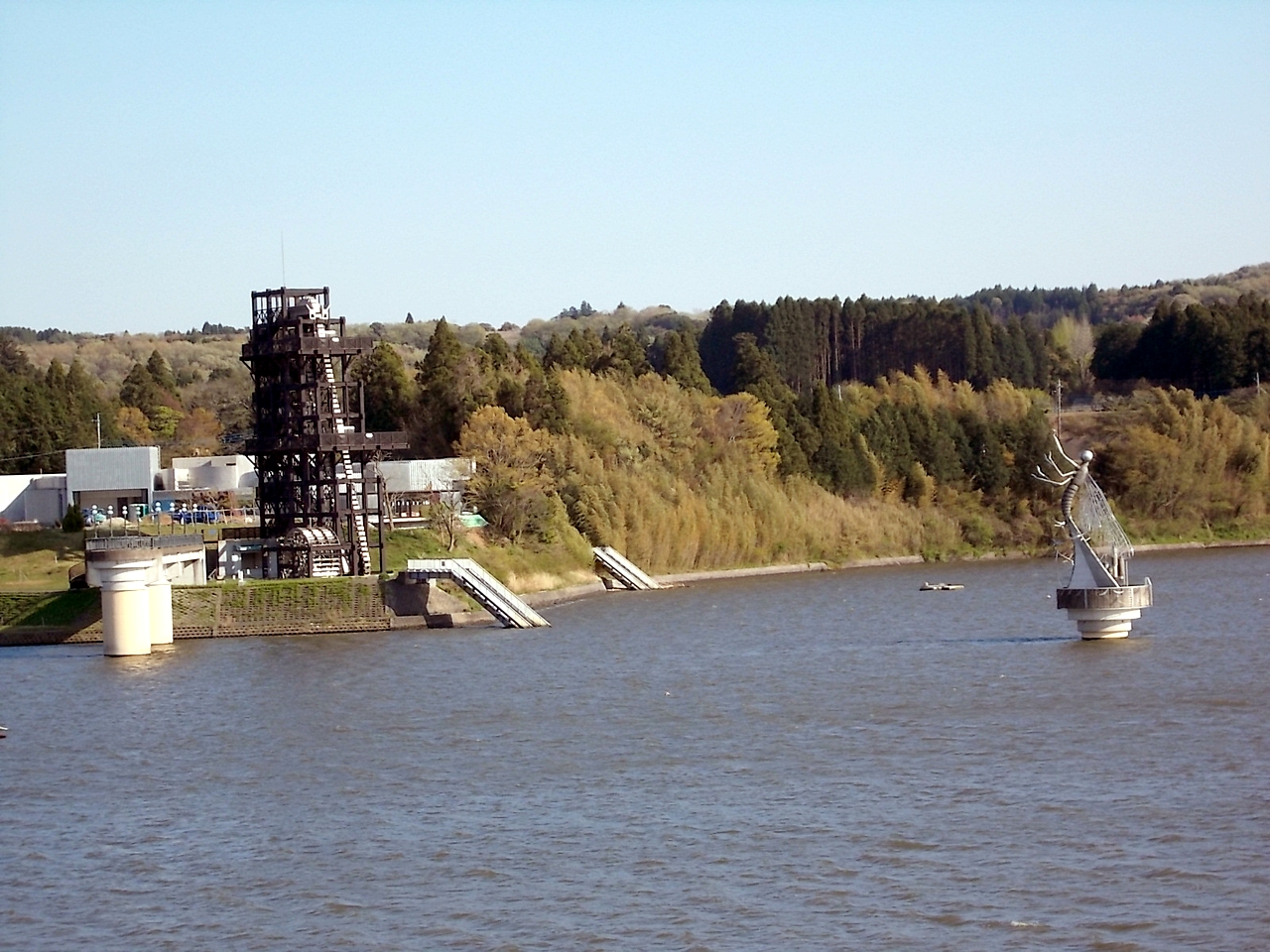
高滝湖の湖上にも作品がある

## ロケでの利用

### テレビドラマ
- 君が心をくれたから（フジテレビ系）[6]
- First Love 初恋（Netflix）[6]
- やんごとなき一族（フジテレビ系）[6]
- ミステリと言う勿れ（フジテレビ系）[6]
- デイジー・ラック（NHK総合）[6]

### ミュージックビデオ
- Homecomings - i care[6]